# Erynephala subvittata
Erynephala subvittata is een keversoort uit de familie bladkevers (Chrysomelidae). De wetenschappelijke naam van de soort werd in 1838 gepubliceerd door Demay.